# Bismut(III)chloride
Bismutchloride is een anorganische verbinding van bismut en chloor, met als brutoformule BiCl3. De stof komt voor als witte tot gele kristallen en is goed oplosbaar in water, methanol, di-ethylether en aceton. In water ontleedt het bovendien door hydrolyse tot bismut(III)oxychloride en wordt er ook waterstofchloride gevormd:
{\displaystyle \mathrm {BiCl_{3}\ +\ H_{2}O\longrightarrow \ BiOCl\ +\ 2\ HCl} }
Opgelost in water kan bismutchloride dienen als geleider.